# Câmara Municipal de Penafiel
A Câmara Municipal de Penafiel é o órgão executivo colegial representativo do município de Penafiel, tendo por missão definir e executar políticas que promovam o desenvolvimento do concelho.
A Câmara Municipal de Penafiel é composta por 9 vereadores, representando diferentes forças políticas. Assume o cargo de Presidente da Câmara Municipal o primeiro candidato da lista mais votada em eleição autárquica ou, no caso de vacatura do cargo, o que se lhe seguir na respetiva lista.

## História
O município de Penafiel tem a sua origem na unidade administrativa de Penafiel de Canas, que no século XI assumiu controle sobre parte do território que antes estava centrada na povoação de Civitas Anegia. Penafiel de Canas surge descrita nas Inquirições de 1258 como tendo uma economia baseada na agricultura, na pecuária e na pesca, estando subdividida em várias paróquias, algumas das quais ainda existem no século XXI. Neste território, a povoação de Arrifana demonstrou uma especial dinâmica económica e religiosa, devido em parte à sua localização na estrada para o Porto. A povoação conheceu um contínuo desenvolvimento ao longo da sua história, tendo-se assumido como um centro de serviços e industrial, além de organizar uma importante feira anual dedicada a São Martinho. Tornou-se a sede de uma paróquia, dedicada a Sâo Martinho, embora ainda estivesse dependente do Porto, do ponto de vista administrativo, uma vez que tinha sido oferecida áquela cidade por D. João.
Em 1741 é elevada a vila e ganha um concelho próprio, tendo conseguido esta vitória depois de muitos pedidos junto do governo, os quais enfrentaram a oposição das autoridades do Porto. Originalmente contava apenas com duas freguesias, uma correspondente à sede do concelho, e a de Santiago de Sub Arrifana. Apenas cerca de três décadas depois, em 1770, Arrifana é promovida a cidade, passando a liderar um vasto concelho, medida que não tinha sido pedida pela população, e que foi determinada pelo rei D. José, como parte de um programa pombalino para a criação de um novo bispado, reduzindo desta forma os territórios abrangidos pelo Bispo do Porto. Este decreto veio igualmente mudar o nome da povoação para Penafiel, de forma a ficar igual ao do concelho. Depois desta fase de expansão, Penafiel enfrentou um período de decadência durante a primeira metade do século XIX, devido às Invasões Francesas e à Guerra Civil, mas retomou o seu crescimento na segunda metade da centúria, motivado principalmente pelas políticas de Fontes Pereira de Melo.
O presidente da Câmara Municipal de Penafiel, Antonino de Sousa, foi distinguido pelo jornal Verdadeiro Olhar como o político do ano de 2016, por ter desenvolvido um conjunto de medidas de apoio social no concelho, incluindo a assinatura de vários contratos de suporte ao investimento, criando cerca de quatrocentos postos de trabalho no concelho, e pelas diligências que a autarquia tomou no sentido de ajudar os indivíduos e os agregados em situação mais carenciada, como os idosos e as famílias mais numerosas, e que incluíram reduções nos tarifários da água, apoios ao arrendamento e descontos no Imposto Municipal sobre Imóveis. Foi devido a este pacote de medidas que o município foi reconhecido como Autarquia + Familiarmente Responsável, pelo Observatório das Autarquias Familiarmente Responsáveis. A autarquia avançou igualmente com a Comissão Municipal de Protecção ao Idoso, um programa pioneiro no distrito do Porto, no sentido de apoiar os cidadãos com mais de 65 anos de idade que se encontravam em situações de risco. Em 1° de Dezembro de 2019, a Câmara Municipal de Penafiel recebeu o prémio de melhor evento de 2018 da Federação Portuguesa de Motonáutica, referente ao Campeonato Europeu de Aquabike, em Entre-os-Rios. No ano seguinte, foi condecorada com o selo Comunidades Pró-Envelhecimento 2020/2021, organizado pela Ordem dos Psicólogos, para reconhecer o desenvolvimento de políticas municipais, programas, e planos estratégicos que promovessem a saúde durante o processo de envelhecimento. Também em 2020, o município voltou a ser reconhecido pelo Observatório das Autarquias Familiarmente Responsáveis, tendo esta sido a quinta vez que o concelho ganhou o prémio.

### Vereação 2021–2025
A atual vereação penafidelense tomou posse em 13 de outubro de 2021, com base nos resultados das eleições autárquicas de 26 de setembro desse ano. Segue-se a lista de cidadãos eleitos para a Câmara Municipal de Penafiel e os respetivos pelouros.
| Presidente da Câmara Municipal   | Presidente da Câmara Municipal | Presidente da Câmara Municipal | Presidente da Câmara Municipal | Presidente da Câmara Municipal | Presidente da Câmara Municipal                 |
| Nome                             | Retrato                        | Pelouro(s) | Partido                        | Partido                        | Período                                        |
| -------------------------------- | ------------------------------ | --- | ------------------------------ | ------------------------------ | ---------------------------------------------- |
| Antonino Aurélio Vieira de Sousa |                                | - Coordenação geral - Gestão financeira - Relação com as Freguesias - Obras Municipais - Sustentabilidade Ambiental e Eficiência Energética |                                | Penafiel Quer (PPD/PDS.CDS-PP) | 13 de outubro de 2021 – presente               |
| Vereadores                       |                                | |                                |                                |                                                |
| Pedro Cepeda                     |                                | - Vice-Presidente da Câmara Municipal - Planeamento, Mobilidade e Ordenamento do Território - Juventude e Desporto - Atividades Económicas, Captação de Investimento, Gestão de Fundos Comunitários e Inovação - Desenvolvimento Rural - Cooperação Internacional |                                | Penafiel Quer (PPD/PDS.CDS-PP) | 13 de outubro de 2021 – presente               |
| Susana Oliveira                  |                                | - Cultura e Património - Desenvolvimento Rural - Qualidade dos Serviços - Transição Digital e Cidadania - Recursos Humanos - Sustentabilidade Ambiental e Eficiência Energética                                                                                   |                                | Penafiel Quer (PPD/PDS.CDS-PP) | 13 de outubro de 2021 – 30 de novembro de 2022 |
| Rodrigo Lopes                    |                                | - Educação - Manutenção de Vias e Equipamentos - Proteção Civil e Defesa da Floresta - Assuntos Jurídicos - Recursos Humanos e Modernização Administrativa |                                | Penafiel Quer (PPD/PDS.CDS-PP) | 13 de outubro de 2021 – presente               |
| Adolfo Moreno                    |                                | - Gestão Urbanística e Informação Geográfica - Fiscalização Municipal e Licenciamentos Diversos - Turismo e Feiras - Etnografia, Artesanato e Produtos Locais |                                | Penafiel Quer (PPD/PDS.CDS-PP) | 13 de outubro de 2021 – presente               |
| Daniela Oliveira                 |                                | - Família e Inclusão Social - Habitação - Saúde - Cultura e Património |                                | Penafiel Quer (PPD/PDS.CDS-PP) | 13 de outubro de 2021 – presente               |
| Joaquim Rodrigues                |                                | — |                                | Penafiel Quer (PPD/PDS.CDS-PP) | 3 de janeiro de 2023 – presente                |
| Paulo Correia                    |                                | — |                                | Penafiel Unido (PS/R.I.R.)     | 13 de outubro de 2021 – presente               |
| Agostinho Soares                 |                                | — |                                | Penafiel Unido (PS/R.I.R.)     | 13 de outubro de 2021 – presente               |
| Lúcia Rocha                      |                                | — |                                | Penafiel Unido (PS/R.I.R.)     | 13 de outubro de 2021 – presente               |

## Presidentes da Câmara Municipal de Penafiel

### Lista de presidentes da câmara municipal de Penafiel
| Os Presidentes da Câmara Municipal de Arrifana de Sousa | Os Presidentes da Câmara Municipal de Arrifana de Sousa         | Os Presidentes da Câmara Municipal de Arrifana de Sousa | Os Presidentes da Câmara Municipal de Arrifana de Sousa | Os Presidentes da Câmara Municipal de Arrifana de Sousa |
| #                                                       | Presidente da Câmara Municipal                                  | Início do mandato                                       | Fim do mandato                                          | Partido                                                 |
| ------------------------------------------------------- | --------------------------------------------------------------- | ------------------------------------------------------- | ------------------------------------------------------- | ------------------------------------------------------- |
| 1                                                       | Francisco Teixeira da Mota                                      | 7 de outubro de 1741                                    | 17 de junho de 1747                                     | –                                                       |
| 2                                                       | Luís Machado Coelho                                             | 17 de junho de 1747                                     | 28 de junho de 1747                                     | –                                                       |
| 3                                                       | Manuel Soares Barbosa                                           | 28 de junho de 1747                                     | 26 de novembro de 1750                                  | –                                                       |
| 4                                                       | Gonçalo Ribeiro de Sousa e Cunha                                | 26 de novembro de 1750                                  | 4 de dezembro de 1750                                   | –                                                       |
| 5                                                       | António José de Brito Freire                                    | 4 de dezembro de 1750                                   | 8 de maio de 1765                                       | –                                                       |
| 6                                                       | João Soares                                                     | 8 de maio de 1765                                       | 15 de junho de 1765                                     | –                                                       |
| 7                                                       | Luís Rodrigues Paços                                            | 15 de junho de 1765                                     | 10 de novembro de 1770                                  | –                                                       |
| Os Presidentes da Câmara Municipal de Penafiel          |                                                                 |                                                         |                                                         |                                                         |
| #                                                       | Presidente da Câmara Municipal                                  | Início do mandato                                       | Fim do mandato                                          | Partido                                                 |
| 8                                                       | José António Pinto de Mendonça Arrães                           | 10 de novembro de 1770                                  | 10 de novembro de 1775                                  | –                                                       |
| 9                                                       | António Faria Barreto Villas Boas                               | 10 de novembro de 1775                                  | 9 de junho de 1785                                      | –                                                       |
| 10                                                      | António de Magalhães Coelho de Seixas                           | 9 de junho de 1785                                      | 19 de maio de 1790                                      | –                                                       |
| 11                                                      | José Joaquim de Moura Machado Gravilho da Silva                 | 19 de maio de 1790                                      | 5 de setembro de 1796                                   | –                                                       |
| 12                                                      | Manuel Telles de Meneses e Mello                                | 5 de setembro de 1796                                   | 10 de novembro de 1806                                  | –                                                       |
| 13                                                      | Bento José de Macedo Araújo e Castro                            | 10 de novembro de 1806                                  | 23 de setembro de 1816                                  | –                                                       |
| 14                                                      | Francisco de Salles de Barbosa e Lemos                          | 23 de setembro de 1816                                  | 25 de outubro de 1820                                   | –                                                       |
| 15                                                      | José Joaquim Ribeiro Cerqueira                                  | 25 de outubro de 1820                                   | 27 de julho de 1822                                     | –                                                       |
| 16                                                      | Zeferino Máximo da Silva Pereira                                | 27 de julho de 1822                                     | 26 de setembro de 1822                                  | –                                                       |
| 17                                                      | José Joaquim Ribeiro Cerqueira                                  | 26 de setembro de 1822                                  | 4 de junho de 1823                                      | –                                                       |
| 18                                                      | José Pinto de Seabra e Miranda                                  | 4 de junho de 1823                                      | 4 de agosto de 1824                                     | –                                                       |
| 19                                                      | José Cabral Teixeira de Moraes                                  | 4 de agosto de 1824                                     | 20 de dezembro de 1825                                  | –                                                       |
| 20                                                      | José das Neves Mascarenhas e Melo                               | 20 de dezembro de 1825                                  | 2 de dezembro de 1826                                   | –                                                       |
| 21                                                      | Fernando António de Serqueira Vilaço                            | 2 de dezembro de 1826                                   | 15 de fevereiro de 1827                                 | –                                                       |
| 22                                                      | António José Dias Lopes de Vasconcellos                         | 15 de fevereiro de 1827                                 | 19 de agosto de 1827                                    | –                                                       |
| 23                                                      | José das Neves Mascarenhas e Melo                               | 19 de agosto de 1827                                    | 18 de outubro de 1828                                   | –                                                       |
| 24                                                      | José Joaquim Pereira Alvares                                    | 18 de outubro de 1828                                   | 8 de junho de 1834                                      | –                                                       |
| 25                                                      | António Joaquim Mendes de Sousa Moreira e Sá                    | 8 de junho de 1834                                      | 14 de outubro de 1834                                   | –                                                       |
| 26                                                      | António D' Almeida                                              | 14 de outubro de 1834                                   | 28 de março de 1835                                     | –                                                       |
| 27                                                      | Alexandre Coelho de Sousa e Sá                                  | 28 de março de 1835                                     | 16 de agosto de 1835                                    | –                                                       |
| 28                                                      | António Maria Barros Pereira                                    | 16 de agosto de 1835                                    | 9 de outubro de 1835                                    | –                                                       |
| 29                                                      | Alexandre Coelho de Sousa e Sá                                  | 9 de outubro de 1835                                    | 11 de maio de 1836                                      | –                                                       |
| 30                                                      | Luís Venâncio Carneiro de Vasconcelos                           | 11 de maio de 1836                                      | 31 de maio de 1837                                      | –                                                       |
| 31                                                      | Zeferino Máximo da Silva Pereira                                | 31 de maio de 1837                                      | 1 de janeiro de 1838                                    | –                                                       |
| 32                                                      | Jaciento Leal Lemos                                             | 1 de janeiro de 1838                                    | 1 de janeiro de 1840                                    | –                                                       |
| 33                                                      | Manuel Joaquim Rodrigues Ferreira                               | 1 de janeiro de 1840                                    | 30 de junho de 1842                                     | –                                                       |
| 34                                                      | António Coelho de Menezes Guimarães                             | 30 de junho de 1842                                     | 4 de janeiro de 1843                                    | –                                                       |
| 35                                                      | Zeferino Máximo da Silva Pereira                                | 4 de janeiro de 1843                                    | 22 de março de 1843                                     | –                                                       |
| 36                                                      | Joaquim Teixeira de Queirós                                     | 22 de março de 1843                                     | 22 de maio de 1846                                      | –                                                       |
| 37                                                      | Jacinto Leal de Lemos Rumão                                     | 22 de maio de 1846                                      | 11 de agosto de 1846                                    | –                                                       |
| 38                                                      | Fabião Pereira de Almeida                                       | 11 de agosto de 1846                                    | 10 de setembro de 1846                                  | –                                                       |
| 39                                                      | Dom Miguel Vaz Guedes d' Ataíde Azevedo Brito Malafaia          | 10 de setembro de 1846                                  | 22 de fevereiro de 1847                                 | –                                                       |
| 40                                                      | João Bernardo Vaz Pinto de Barbosa e Veiga                      | 22 de fevereiro de 1847                                 | 13 de julho de 1847                                     | –                                                       |
| 41                                                      | António Teixeira de Queirós                                     | 13 de julho de 1847                                     | 9 de novembro de 1847                                   | –                                                       |
| 42                                                      | Simão Rodrigues Ferreira                                        | 9 de novembro de 1847                                   | 2 de janeiro de 1852                                    | –                                                       |
| 43                                                      | Sebastião Pereira de Almeida Borges                             | 2 de janeiro de 1852                                    | 2 de janeiro de 1856                                    | –                                                       |
| 44                                                      | Adriano de Magalhães Barbosa Pinto                              | 2 de janeiro de 1856                                    | 2 de janeiro de 1860                                    | –                                                       |
| 45                                                      | Joaquim Augusto Ferraz e Menezes                                | 2 de janeiro de 1860                                    | 4 de janeiro de 1864                                    | –                                                       |
| 46                                                      | Diogo Leite Pereira e Melo                                      | 4 de janeiro de 1864                                    | 2 de janeiro de 1866                                    | –                                                       |
| 47                                                      | Sebastião Pereira de Almeida Borges                             | 2 de janeiro de 1866                                    | 9 de março de 1868                                      | –                                                       |
| 48                                                      | Dom Francisco Vaz Guedes d' Athaíde                             | 9 de março de 1868                                      | 5 de janeiro de 1870                                    | –                                                       |
| 49                                                      | Joaquim Augusto Ferraz e Menezes                                | 5 de janeiro de 1870                                    | 4 de janeiro de 1872                                    | –                                                       |
| 50                                                      | Victorino Barbosa da Costa Guimarães                            | 4 de janeiro de 1872                                    | 2 de janeiro de 1878                                    | –                                                       |
| 51                                                      | Barão das Lages                                                 | 2 de janeiro de 1878                                    | 5 de dezembro de 1878                                   | –                                                       |
| 52                                                      | Simão Júlio de Almeida Motta Barbosa                            | 5 de dezembro de 1878                                   | 2 de janeiro de 1880                                    | –                                                       |
| 53                                                      | Coriolano de Freitas Beça                                       | 2 de janeiro de 1880                                    | 2 de janeiro de 1882                                    | –                                                       |
| 54                                                      | Manuel Pedro Guedes                                             | 2 de janeiro de 1882                                    | 2 de janeiro de 1883                                    | –                                                       |
| 55                                                      | António Justino Moreira da Silva                                | 2 de janeiro de 1883                                    | 15 de março de 1883                                     | –                                                       |
| 56                                                      | Manuel Pedro Guedes                                             | 15 de março de 1883                                     | 2 de janeiro de 1887                                    | –                                                       |
| 57                                                      | Francisco Pinto Coelho Soares de Moura                          | 2 de janeiro de 1887                                    | 2 de janeiro de 1889                                    | –                                                       |
| 58                                                      | José Pereira Mendes Leal                                        | 2 de janeiro de 1889                                    | 2 de janeiro de 1890                                    | –                                                       |
| 59                                                      | Joaquim Pereira de Sottomaior e Menezes                         | 2 de janeiro de 1890                                    | 8 de novembro de 1900                                   | –                                                       |
| 60                                                      | Abílio Júlio Barbosa                                            | 8 de novembro de 1900                                   | 14 de janeiro de 1901                                   | –                                                       |
| 61                                                      | Agostinho Lopes Coelho                                          | 14 de janeiro de 1901                                   | 2 de janeiro de 1905                                    | –                                                       |
| 62                                                      | António Teixeira da Silva                                       | 2 de janeiro de 1905                                    | 9 de janeiro de 1908                                    | –                                                       |
| 63                                                      | José Maria Pinto Monteiro                                       | 9 de janeiro de 1908                                    | 27 de fevereiro de 1908                                 | –                                                       |
| 64                                                      | António Teixeira da Silva Leitão                                | 27 de fevereiro de 1908                                 | 3 de novembro de 1910                                   | –                                                       |
| 65                                                      | Eduardo José Coelho Viana                                       | 3 de novembro de 1910                                   | 12 de janeiro de 1911                                   | –                                                       |
| 66                                                      | José Pereira Mendes Leal                                        | 12 de janeiro de 1911                                   | 20 de janeiro de 1912                                   | –                                                       |
| 67                                                      | Francisco Vaz Guedes d' Athayde Malafaia                        | 20 de janeiro de 1912                                   | 2 de janeiro de 1914                                    | –                                                       |
| 68                                                      | António Teixeira da Silva Leitão                                | 2 de janeiro de 1914                                    | 12 de agosto de 1919                                    | –                                                       |
| 69                                                      | Joaquim de Araújo Cotta                                         | 12 de agosto de 1919                                    | 5 de janeiro de 1921                                    | –                                                       |
| 70                                                      | António Maria Barros Pereira                                    | 5 de janeiro de 1921                                    | 25 de novembro de 1924                                  | –                                                       |
| 71                                                      | António Fortunato da Silva Babo                                 | 25 de novembro de 1924                                  | 2 de janeiro de 1926                                    | –                                                       |
| 72                                                      | Casimiro Sequeira de Souza Rebelo                               | 2 de janeiro de 1926                                    | 17 de junho de 1926                                     | –                                                       |
| 73                                                      | Joaquim José Nunes Teixeira Peixoto                             | 17 de junho de 1926                                     | 27 de julho de 1926                                     | –                                                       |
| 74                                                      | Francisco Vaz Guedes d' Ataide Malafaia                         | 27 de julho de 1926                                     | 22 de dezembro de 1926                                  | –                                                       |
| 75                                                      | Zeferino Moreira de Souza Baptista                              | 22 de dezembro de 1926                                  | 2 de fevereiro de 1928                                  | –                                                       |
| 76                                                      | Carlos Augusto de Arrochela Lobo                                | 2 de fevereiro de 1928                                  | 4 de maio de 1936                                       | –                                                       |
| 77                                                      | José dos Santos e Cunha                                         | 4 de maio de 1936                                       | 18 de janeiro de 1937                                   | –                                                       |
| 78                                                      | Carlos Pereira Soares                                           | 18 de janeiro de 1937                                   | 12 de outubro de 1946                                   | –                                                       |
| 79                                                      | Afonso Henrique de Sobral Mendes                                | 12 de outubro de 1946                                   | 13 de fevereiro de 1954                                 | –                                                       |
| 80                                                      | Francisco da Silva Mendes                                       | 13 de fevereiro de 1954                                 | 2 de março de 1962                                      | –                                                       |
| 81                                                      | Cipriano Alfredo Fontes                                         | 2 de março de 1962                                      | 19 de março de 1970                                     | –                                                       |
| 82                                                      | António Manuel Soares de Moura Huet de Bacelar                  | 19 de março de 1970                                     | 29 de maio de 1970                                      | –                                                       |
| 83                                                      | Manuel Alves Moreira                                            | 29 de maio de 1970                                      | 20 de junho de 1974                                     | –                                                       |
| 84                                                      | Fernando Teixeira Neto                                          | 20 de junho de 1974                                     | 25 de julho de 1974                                     | –                                                       |
| 85                                                      | Guy Alberto Fernandes Poças Falcão                              | 25 de julho de 1974                                     | 10 de janeiro de 1977                                   | –                                                       |
| 86                                                      | Mário Rodrigo Marques de Paiva Soares de Azevedo Castro e Sousa | 10 de janeiro de 1977                                   | 14 de março de 1979                                     | PPD/PSD                                                 |
| 87                                                      | Alexandre Herculano Aires Gomes                                 | 14 de março de 1979                                     | 10 de janeiro de 1980                                   | PPD/PSD                                                 |
| 88                                                      | António Ferreira Alves                                          | 10 de janeiro de 1980                                   | 11 de janeiro de 1983                                   | AD                                                      |
| 89                                                      | António Justino da Costa Luís do Fundo                          | 11 de janeiro de 1983                                   | 10 de janeiro de 1994                                   | PS                                                      |
| 90                                                      | Agostinho Moreira Gonçalves                                     | 10 de janeiro de 1994                                   | 25 de outubro de 1999                                   | PS                                                      |
| 91                                                      | Rui António Pinto da Silva                                      | 25 de outubro de 1999                                   | 7 de janeiro de 2002                                    | PS                                                      |
| 92                                                      | Alberto Fernando da Silva Santos                                | 7 de janeiro de 2002                                    | 22 de outubro de 2013                                   | PPD/PDS.CDS-PP                                          |
| 93                                                      | Antonino Aurélio Vieira de Sousa                                | 22 de outubro de 2013                                   | presente                                                | PPD/PDS.CDS-PP                                          |